# Marsdenia brassii
Marsdenia brassii är en oleanderväxtart som beskrevs av P.I. Forster. Marsdenia brassii ingår i släktet Marsdenia och familjen oleanderväxter. Inga underarter finns listade i Catalogue of Life.